# Салос (деревня, Вильнюсский район)
Салос (лит. Salos) — деревня в Григишкском старостве Вильнюсского городского самоуправления Литвы. На юге граничит с лесным массивом и одноимённой деревней Лентварского староства Тракайского района. Примыкает к юго-восточной части Григишкес. Расположена на левом берегу реки Воке. 

## История
Деревня была образована в 2000 году путем административного отделения северной части от деревни Салос.

## Население
По данным переписи 2001 года в деревне проживали 111 человек, из которых 55 женщин и 56 мужчин.
| Численность населения | Численность населения | Численность населения |
| 2001                  | 2011                  | 2021                  |
| --------------------- | --------------------- | --------------------- |
| 111                   | ↗321                  | ↗340                  |